# Порфировая структура

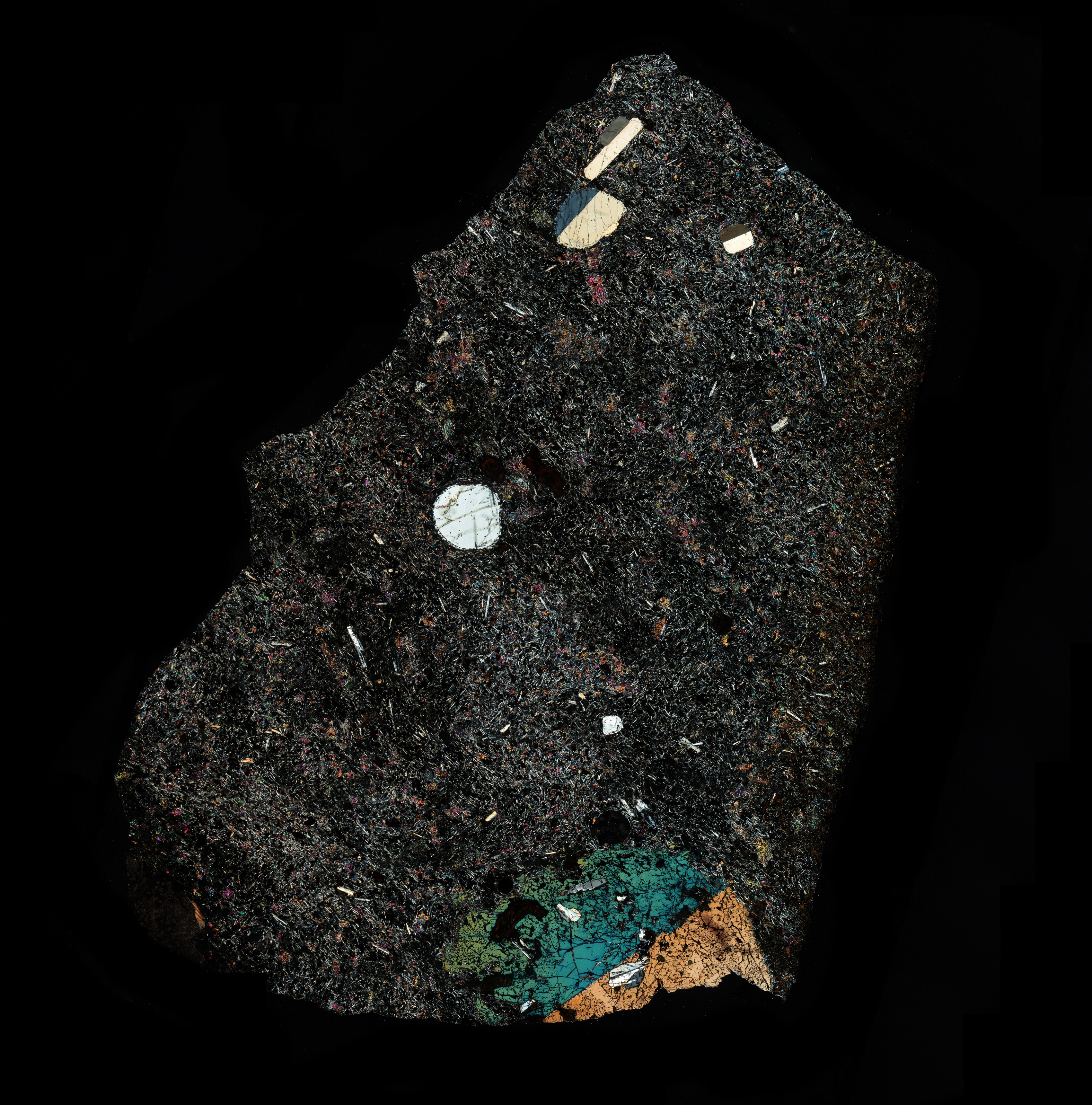
Порфировые вкрапленники плагиоклаза и клинопироксена в базальте, петрографический шлиф, николи скрещены

Порфи́ровая структура — тип строения горных пород, неравномерно-зернистая структура магматических (главным образом эффузивных и жильных, например, минетт) горных пород. Характеризуется тем, что в основную стекловатую (вулканического стекла) или микролитовую массу (или их сочетание) включены крупные кристаллы-вкрапленники минералов (порфировых выделений).